# 로리 홀든
로리 홀든(Laurie Holden, 1969년 12월 17일 ~ )는 미국의 배우, 제작자, 모델, 인권운동가이다.

## 출연 작품

### 영화
- 분노의 처형자 (1995)
- 마제스틱 (2001)
- 판타스틱 4 (2005)
- 사일런트 힐 (2006)
- 미스트 (2007)
- 덤 앤 더머 투 (2014)
- 드래그 (2018)
- 아틱 저스티스: 썬더 스쿼드 (2019) - 목소리
- 파이어하트 (2022) - 폴린 역 (목소리)

### 텔레비전
- Father Dowling Mysteries (1991)
- Due South (1995)
- Highlander (1995-6)
- 제시카의 추리극장 (1996)
- 엑스파일 (1996-2002)
- 쉴드: XX 강력반 (2008)
- 워킹 데드 (2010-13, 2020-22)
- 메이저 크라임 (2014-15)
- 시카고 파이어 (2015)
- 더 아메리칸즈 (2017-18)
- 더 보이즈 (2022)

### 연극
- 뜨거운 양철지붕 위의 고양이 (2000)
- 코러스라인